# ムールード・フェラウン
ムールード・フェラウン（Mouloud Feraoun、1913年3月8日 - 1962年3月15日）は、アルジェリアの作家。

## 人物
小学校教員をしながら小説を書き続け、故郷カビリー地方を舞台とする自伝的小説『貧者の息子』、植民地主義と文化変容の問題を描いた『大地と血』、続編『上り坂の道』の三部作を発表した。アルジェリア独立戦争下、エヴィアン協定締結の3日前に、アルジェリアの独立に反対する秘密軍事組織（OAS）によって殺害された。
同い年のアルジェリア生まれのノーベル文学賞受賞作家アルベール・カミュと親交が深く、また、作品のほとんどが師範学校の同窓生でフェミナ賞受賞作家・カミュの伝記作家のエマニュエル・ロブレスが創刊したスイユ社の地中海叢書として刊行された。
アルジェリアのアルジェ市文学大賞、フランスのポピリュスム小説賞受賞。

## 生涯

### 背景
ムールード・フェラウンは1913年3月8日、アルジェリア北端のカビリー山岳地帯ティジ・ウズー地方の小村ティジ・ヒベルの貧しい家庭に生まれた。ベルベル人の一民族カビール人であり、両親は8人の子をもうけたが、生き残ったのは5人（フェラウン、姉3人、弟1人）であった。「フェラウン」は本来の姓ではなく、一家は代々「アイト・シャバーヌ（Aït-Chaâbane、またはAït-Chabane）」を名乗っていたが、1871年にカビリー地方でフランス軍の支配と徴税への抵抗運動が起こった後、フランス語の表記によるアラブ風の名前の戸籍が作成され、「フェラウン」を名乗らされることになった。
フェラウンが生まれた1913年は、彼が後に手紙のやり取りをすることになる作家アルベール・カミュが生まれた年でもある。二人が知り合ったのは、カミュが『アルジェ・レピュブリカン（共和主義アルジェ）』紙の記者としてカビリー地方を取材したときのことであり、カミュが書いた記事「カビリーの悲惨」（1939年）は、フェラウンが作家活動を始めるきっかけの一つになっている。なお、カミュが最初の小説『異邦人』を発表したのは1942年のことであり、フェラウンと親交を深めることになるのは、彼が初めて渡仏した1949年以降のことである。

### 教育

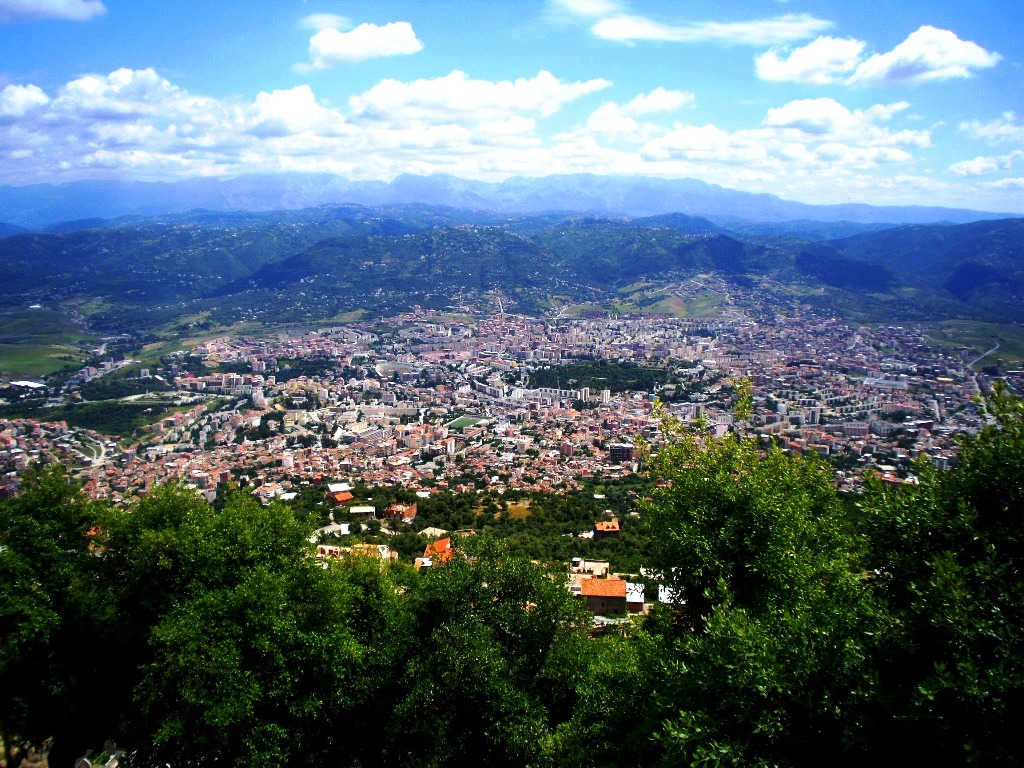
ティジ・ウズー県ティジ・ウズー

1925年に初等教育課程を修了し、奨学金を受けてティジ・ウズーの高等小学校に入学。1932年に修了し、アルジェ県ブーザレアーの師範学校（小学校教員養成学校）に入学した。ここで生涯にわたって深い親交を結び、フェラウンの作家活動を支援することになるエマニュエル・ロブレスに出会った。1914年オラン生まれのロブレスは、1948年フェミナ賞受賞作家でカミュの伝記作家でもある。彼は師範学校時代のフェラウンについて、大の読書家で特にゴーリキー、ゴーゴリ、チェーホフ、ドストエフスキーらのロシアの作家の影響を受けていたと指摘している。一方、自伝的小説『貧者の息子』の冒頭では、語り手自身がモンテーニュ、ルソー、ドーデ、ディケンズに倣って書きたいと語っている。

### 教職
1935年に師範学校を卒業して故郷ティジ・ヒベルの小学校教員になった。同年、従妹のデフビア（Dehbia）と結婚、7人の子をもうけた。1946年に同じティジ・ウズー地方のタウリルト・ムサの小学校に転勤になり、1952年に同じくティジ・ウズー地方のフォール・ナショナルの補習課程長（directeur du cours complémentaire）に任命された。補習課程は、初等教育課程修了後、それ以上の学校に進まない生徒のための教育課程である。1957年にアルジェ近郊のクロ＝サランビエ（Clos-Salembier、アルジェリア解放後エル・マダニアに改称）のナドル小学校の校長に任命され、初めて生まれ育ったカビリーを離れることになった。

### 執筆活動
フェラウンは1939年に『貧者の息子 - カビールの小学校教員メンラッド』を書き始めた。1948年に書き上げた後、戦間期からアルジェでフランスの作家の著書を紹介していたシャルロ社からの出版を希望し、同社刊行の『アルシュ（箱舟）』誌の創刊者で同郷人の作家ジャン・アムルーシュ（1906-1962）に相談したが断られ、1950年にフランス中南部ル・ピュイの「カイエ・デュ・ヌーヴェル・ユマニスム」から自費出版した。本書は同年12月にアルジェ市文学大賞（Grand Prix littéraire de la ville d'Alger）を受賞。処女作にしてフェラウンの文名を高めることになり、以後、アルジェリアだけでなくフランスの文学雑誌にも寄稿するようになった。
翌1951年に第二作『大地と血』を書き上げ、1953年にフランスのスイユ社の「地中海」叢書として刊行された。この叢書はロブレスが1953年に創刊したものであり、フランスで初めて専らマグレブ圏のフランス語作家を紹介する叢書としてアルジェリア独立戦争中も活動を継続し、ムハンマド・ディブ、カテブ・ヤシーンの著書もそのほとんどが地中海叢書として刊行された。フェラウンの作品もこれ以後、『貧者の息子』の再版（翌1954年刊行）を含み没後出版まで、全作品9作（書簡等を含む）のうち7作が地中海叢書として刊行されることになる。
『大地と血』は刊行された1953年に今度はフランスの文学賞であるポピリュスム小説賞を受賞した。同賞は庶民の生活を描いた1930年代の文学運動ポピュリスムの一環として1931年に創設された賞であり、ウジェーヌ・ダビが『北ホテル』で第1回ポピュリスム小説賞を受賞したことから、2012年にポピリュスム小説ウジェーヌ・ダビ賞に改称された。フェラウンが受賞した1953年までに、ジュール・ロマンの『善意の人々』（1932年）、サルトルの『壁』（1940年）、ロブレスの『人間の労働』（1945年）などが受賞した重要な文学賞である。
1954年、アルジェリアの画家シャルル・ブルーティ（Charles Brouty）の提案で、彼が描いたカリビー地方の風景デッサンにフェラウンがカビリーの物語を添えて『カビリーの日々』とし、地元アルジェのバルコニエ社から刊行された（没後1968年に地中海叢書として再刊）。
さらに1957年に小説第三作『上り坂の道』を地中海叢書として発表。フェラウンが生前に発表したのは以上の小説三部作とカビリー物語集のみである。処女作が故郷カリビー地方を舞台とする自伝的小説であるのに対して、第二作『大地と血』では主人公のアルジェリア人が1910年に移民労働者としてフランスの鉱山で働いた経験、さらに彼がフランスで結婚して故国に連れ帰ったフランス人の妻に対する周囲の複雑な対応を通して、植民地主義や植民地支配による文化変容の問題を描いている。『大地と血』の続編である『上り坂の道』もカビリー地方を舞台とし、カビール人の父とフランス人の母の間に生まれた青年と、大多数がイスラム教徒であるこの地でキリスト教徒として育った女性を主人公に、文化変容の問題をさらに追究している。

### アルジェリア独立戦争
『大地と血』が出版された翌1954年の11月1日、アルジェリア民族解放戦線（FLN）が蜂起し、アルジェリア独立戦争が勃発した。アルジェリアだけでなくフランスでも作家として高い評価を得たフェラウンは両文化の架け橋の役割を期待されたが、植民地当局に加担することを拒んだために、以後、アルジェリアの独立に反対し、「フランスのアルジェリア」を主張するフランスの軍人や入植者（コロン）の一部から挑発や迫害、殺害脅迫すら受けるようになった。
フェラウンは1955年から日記を付け始めた。この日記は彼が死去した1962年にロブレスの序文が付され、地中海叢書として刊行されるが、2000年に刊行された英訳の副題が「フランス＝アルジェリア戦争に関する省察」とされたように、フランス語作家でありながら、同時に現地住民でもある複雑な立場から戦時下の状況を記録し、植民地主義の問題について検討しており、英語版の書評ではポストコロニアル理論の研究における本書の重要性が強調されている。
フェラウンは植民地当局への加担を拒む代わりに、アルジェリア北東部オーレス山地で調査を行った民族学者・人類学者で、民族解放戦線の地下組織の指導者ヤセフ・サーディとの話し合いに臨んだジェルメーヌ・ティヨンが創設した社会教育センターの視学官の仕事を引き受けた。これはフランス領アルジェリア総督ジャック・スーステルのもと、初等教育、職業準備教育のほか、無料診療、行政支援なども提供する施設であり、フランス国民教育省に属し、国際連合教育科学文化機関（ユネスコ）の支援を受けていた。
1962年3月15日、アルジェ近郊のエル・ビアルのシャトー・ロワイヤル社会教育センターに所長およびフェラウンら視学官5人が集まっているとき、フランス極右民族主義の武装地下組織「秘密軍事組織（OAS）」の一派「デルタ特別部隊（Commando Delta）」がセンターを襲撃し、6人を外に連れ出して銃殺した（シャトー・ロワイヤルの暗殺、Assassinat de Château-Royal）。アルジェリア共和国暫定政権（フランス）と民族解放戦線（アルジェリア）がアルジェリアの独立を承認するエヴィアン協定に調印する3日前のことであった。深い衝撃を受けたティヨンは、「ムールード・フェラウンは偉大な民族の作家であり、誇り高くしかも謙虚な人間であったが、彼のことを思うとき、真っ先に浮かぶ言葉は「優しさ」である」と語り、OASの残虐行為を厳しく非難した。

### 没後
フェラウンの遺体は故郷ティジ・ヒベルの墓地に埋葬された。
同1962年に『日記 1955-1962年』、1969年には1949年から1958年までの書簡集『友への手紙』が刊行された。『友への手紙』はその後カミュからの手紙などを加えた増補新版として1992年にアルジェリアの出版社ENAG（国営グラフィック・アート事業）から再刊された。さらに1972年には未完の小説『記念日』、1954年スイユ版『貧者の息子』の刊行に際して、フェラウンがロブレスと相談のうえ、1950年版から削除した約3分の1の部分、その他のテクストを含む『記念日』が地中海叢書として、2007年には未完の小説に基づく『薔薇学園』がアルジェリアのヤムコム出版（Éditions Yamcom）から刊行された。このほか、小説三部作もフランスで版を重ねると同時に、アルジェリアの出版社から増補版や改訂版が刊行されている。
没後50年の2012年3月にアルジェでフェラウンに関する国際シンポジウムが開催され、文学研究者、歴史学者、社会学者、人類学者が参加する初の大規模な企画となった。5月28日には文化・教育のためのムールード・フェラウン財団が創設された。フェラウンの文学作品および教育に関する著書の紹介、フェラウンの作品を通じて人道的価値を青少年・市民に伝えること、文化・芸術・科学に関する企画、書物・雑誌の刊行などを目的とし、フェラウンの息子アリ・フェラウンが会長を務めている。また、同年末にはニース国立劇場で、カミュの未完の小説『最初の人間』とフェラウンの『貧者の息子』に基づく舞台監督ジャック・ベレーの演劇『アルジェリアの子ども時代』が上演された。

## 著書
初版が自費出版の『貧者の息子』を除いて、初版のみ示す。いずれも、以後、版を重ねている。また、深夜叢書から刊行された翻訳『シ・モハンドの詩』を除いてすべてスイユ社から刊行されているが、その後、アルジェリアの出版社から刊行されたものも多く、これには作家の息子アリ・フェラウンが未刊行のテクスト（手書き原稿）から起こして編纂した版も含まれる。
- Le Fils du pauvre, Menrad instituteur Kabyle, Le Puy, Cahiers du Nouvel Humanisme, 1950; Paris, Éditions du Seuil (collection Méditerranée), 1954 - 1950年アルジェ市文学大賞受賞
  - ムルド・フェラウン『貧者の息子 - カビリーの教師メンラド』青柳悦子訳、水声社（叢書エル・アトラス）2016年
- La Terre et le sang, Paris, Éditions du Seuil (collection Méditerranée), 1953 - 1953年ポピュリスム小説賞受賞
  - 『大地と血』（小説、未訳）
- Jours de Kabylie, Alger, Baconnier (日付なし、1954); Paris, Le Seuil (collection Méditerranée), 1968 - シャルル・ブーティ挿絵
  - 『カビリーの日々』（エッセイ集、未訳）
- Les Chemins qui montent, Paris, Éditions du Seuil (collection Méditerranée), 1957
  - 『上り坂の道』（小説、未訳）
- Les poèmes de Si Mohand, essai et traduction (édition bilingue), Paris, Les éditions de Minuit, 1960
  - 『シ・モハンドの詩』（随筆、翻訳（対訳）、未訳）
- Journal 1955-1962, Paris, Éditions du Seuil (collection Méditerranée), 1962
  - 『日記 1955-1962年』（エマニュエル・ロブレス序文）
- Lettres à ses amis, correspondances de 1949 à 1958, Paris, Éditions du Seuil (collection Méditerranée), 1969
  - 『友への手紙』（1949年から1958年までの書簡集、未訳）
- L’anniversaire, Paris, Éditions du Seuil (collection Méditerranée), 1972
  - 『記念日』（未完の小説『記念日』4章、自費出版の『貧者の息子』から削除された部分、その他のテクスト、未訳）
- La Cité des roses, Alger, Éditions Yamcom, 2007
  - 『薔薇学園』（小説、未訳）